# Charles Camoin

Charles Camoin, Foto um 1908

Charles Camoin (* 23. September 1879 in Marseille; † 20. Mai 1965 in Paris) war ein französischer Maler. Er wird dem Kreis der „Fauves“ zugeordnet.

## Leben und Werk
Ermutigt durch seinen Vater, der Dekorateur war, ging Camoin 1896 nach Paris und studierte dort im Atelier von Gustave Moreau, wo er Freundschaft mit Albert Marquet schloss. Auf der Suche nach Motiven suchte er auch Variétés und Konzertcafés der Hauptstadt auf. 1902 machte er die Bekanntschaft von Cézanne, mit dem er lange Zeit im Briefwechsel blieb. 
Camoin, der sich der Bewegung der „Fauves“ anschloss, war kein unbedingt überzeugter Fauvist, aber seine Zugehörigkeit zur Gruppe verschaffte ihm die Möglichkeit, von 1904 bis 1907 alljährlich bei Berthe Weill auszustellen. 1905 nahm er am Salon d’Automne teil. Im Gegensatz zu den übrigen „Fauves“ setzte Camoin weniger auf die Übersteigerung der Farben als auf die suggestive Interpretation des Kolorits. In der Folge nahm er dann an keiner avantgardistischen Bewegung mehr teil. 
Im Rahmen eines Kriegsurlaubs besuchte er 1918 Renoir in Cagnes. Diese Begegnung hatte spürbare Auswirkungen auf seinen Stil. Seine Malerei wurde weicher. 1958 fand in der Galerie Bernheim eine Retrospektivausstellung seiner Werke statt. 1962 nahm er als einziger Überlebender aus dem ehemaligen Atelier Moreaus an der Eröffnung der Ausstellung Gustave Moreau und seine Schüler teil.

## Werke in Museen
- Musée des Beaux-Arts, Marseille
- Musée National d’Art Moderne, Paris
- Musée des Beaux-Arts de Menton